# Ultraviolence
Ultraviolence je v pořadí třetí studiové album americké zpěvačky Lany Del Rey. Vydáno bylo 13. června 2014 u nahrávacích společností Interscope a Polydor. Proces vzniku alba začal v roce 2013 a trval do roku 2014, kdy se Lana spojila s Danem Auerbachem, který předělal skoro celé album. Dalšími producenty, kteří se podíleli na tvorbě alba, byli Paul Epworth, Greg Kurstin, Daniel Heath, a Rick Nowels. Albu se na rozdíl od jejího minulého alba Born to Die dostalo velmi kladných recenzí. Ty chválili soudržnost tématu alba a celkovou produkci. Album debutovalo na prvním místě v americkém žebříčku Billboard 200 s prodejem 182 000 v prvním týdnu. Stalo se tak v USA jejím prvním albem, které obsadilo první místo hitparády a také jejím nejvíce prodávaným albem v prvním týdnu. Z alba vzešly tři oficiální singl "West Coast", "Ultraviolence" a "Black Beauty" a dva propagační singly "Shades of Cool" a "Brooklyn Baby".

## O albu
Po vydání alba "Born to Die" v roce 2012 Del Rey řekla, že další album už nevydá, protože prý sdělila vše co chtěla. Jenže již v lednu 2013 se začaly šířit informace, že na něčem novém pracuje, protože byla zpozorována v nahrávacím studiu v Los Angeles a poté i v Santa Monice. Později v jednom rozhovoru prozradila, že opravdu pracuje na novém albu, které bude velmi temné a duchovní. V únoru řekla: "Je to trochu víc zpomalené ale stále kinematografické a temné. Pracuji na tom velmi pomalu a miluji vše co jsem udělala. Psala jsem v Santa Monice a vím jak bude nahrávka znít. Nyní to jen musím dokončit. Pracuji stále se třemi stejnými chlapy." Prozradila, že jedna z písní, kterou pro album napsala se jmenuje "Black Beauty". Její demo verze spolu se spoustou dalších jiných písní unikla na internet poté, co se Laně někdo naboural do úložiště v počítači. Lana na tuto událost reagovala: "Připadám si demotivována. Vážně teď nevím, co na album dát. Ale mohla bych je asi dát na album a prostě uvidím, co se stane. Vždy, když píšu písně, nikdy nenapíšu píseň, o které si nemyslím, že není dokonalá pro album." Také potvrdila, že spolupracuje s Danem Heathem, jejím přítelem Barrie-James O'Neillem, a že by chtěla spolupracovat s Lou Reedem. V říjnu řekla, jaké jsou vyhlídky na album: "Když se mě lidé ptají, abych byla upřímná, tak vážně nevím. Nechci jim říct, že další album bude lepší. Má múza je nestálá. Navštěvuje mě pouze někdy, což je otravné."
V lednu 2014 se začaly šířit drby, že Lana spolupracuje s Danem Auerbachem v jeho nahrávacím studiu v Nashvillu v Tennessee. Původně spolu měli Del Rey a Auerbach pracovat tři dny, ale nakonec to skončilo dvou týdenním nahráváním celého alba. 20. února 2014 zveřejnila svou fotografii s Auerbachem s popisem: "Já a Dan Auerbach jsme nadšeni, že vám předvedeme Ultraviolence." Auerbach později o spolupráci s Lanou řekl: "Udivuje mě každý den. Byli chvíle, kdy se se mnou hádala. Dalo se vycítit, že asi nechce, aby si někdo myslel, že to nemá pod kontrolou, protože to musí být těžké být ženou v hudebním průmyslu. Takže jsme po sobě trochu štěkali, ale na konci dne jsme společně tančili na písně." Lana řekla, že inspirací pro ní bylo Západní pobřeží, stejně tak jako Brooklyn. Také řekla, že album obsahuje těžké kytarové zvuky a jazzové tóny. Také prozradila, že její spolupráce s Auerbachem byla na poslední chvíli. Oba se potkali v New Yorku v době, kdy si Lana myslela, že je album již hotové. Vydání alba Lana oznámila již v prosinci 2013 při premiéře jejího filmu Tropico: "Vážně jenom chci, abychom byli spolu a mohli vizuálně uzavřít tuto kapitolu (její album "Born to Die" a EP "Paradise" z roku 2012), než vydám nové album, Ultraviolence." Novináři zmínili, že název alba "Ultraviolence" se objevil v knize "Mechanický pomeranč" od Anthonyho Burgesse z roku 1962. V únoru 2014 řekla, že by album mohlo vyjít 1. května 2014, ale na koncertě v Montrealu se zmínila, že album vyjde někdy v červnu. 8. května oznámila písně, které se na albu objeví. Základní verzi obsahovala 11 písní a deluxe verze 14 písní. Černobílá obálka alba ukazuje Lanu oblečenou v bílém tričku s prosvítající bílou podprsenkou, jak se opírá o svůj Mercedes-Benz 380SL. Nápis "Ultraviolence" je přes celý spodek obrázku a je ve stejném stylu písma jako tomu bylo u "Born to Die" a "Paradise". Obálka byla zveřejněna 14. května 2014 spolu s datem vydáním pro USA, 17. června 2014. Album bylo k dostání na CD, k digitálnímu stažení a na vinylu a také ve speciální krabici. Vinylová verze má svou vlastní obálku, na které je vyfoceno Lanino koleno v roztrhaných džínách.

## Kompozice alba
Zvuk "Ultraviolence" byl definován jako psychedelic rock, dream pop, desert rock s prvky blues rocku. "Shades of Cool" bylo popsáno jako "pomalá a mírně ponurá balada poznamenána kytarami, ponurou atmosférou a vokály Del Rey, které se pohybují mezi tichým šeptáním a efemérním kvílením." Del Rey řekla, že při psaní "Brooklyn Baby" přemýšlela o Lou Reedovi. Měla se sním setkat, ale když doletěla do New Yorku, dozvěděla se, že zemřel. Jeho jméno je také v písni zmíněno: "And my boyfriend's in a band, He Plays guitar while I sing Lou Reed". V titulní skladbě, „Ultraviolence“, Lana odkazuje na píseň „He Hit Me (and It Felt Like a Kiss)“ od The Crystals.
"West Coast" je skladba ve středním tempu s popovou a soft rockovou hudbou a surf rockovým zpomaleným refrénem. Hudebně je kompozice postavena na reggae bubnech, bluesem ovlivněnou kytarou a zabarvením indie rockové hudby. "Sad Girl" je o tom jaké to je být "tou druhou ženou". "Money Power Glory" je zase o jejím získání slávy. O napsání této písně řekla: "Byla jsem v zatrpklé náladě. Kdyby všechno, co bych získala od médií byli peníze, spousta peněz, pak nasrat... Co jsem opravdu chtěla bylo docela jednoduché: spisovatelskou komunitu a respekt." "Fucked My Way Up to the Top" byla napsána o utajené zpěvačce, která se jí prvně vysmívala pro její styl, ale potom jí ho ukradla a zkopírovala, a díky tomu se stala slavnou. Při otázce na tuto píseň Lana zavtipkovala: "Je to komentář, jako že já vím co si o mě myslíš a narážím na to. Víte já spala se spoustou chlapů z hudebního průmyslu, ale žádný z nich mi nepomohl dostat nahrávací smlouvu, což bylo blbé."

## Propagace
Ještě před vydáním alba Lana oznámila pokračování Paradise Tour pro Severní Ameriku a poté i pro pár evropských festivalů. Kromě propagace pár písní z nového alba na tomto turné, nebylo album skoro nijak propagováno. Žádné televizní vystoupení nebo rozhovory, místo toho se spoléhala na rozhovory pro časopisy, hudební videa a sociální sítě. Turné završila vyprodanými vystoupeními v Hollywood Forever Cemetery v Los Angeles 17. a 18. října 2014. V prosinci 2014 oznámila turné na rok 2015, The Endless Summer Tour, na kterém se k ní připojí Courtney Love a Grimes.

### Singly
Lana představila "West Coast" na svém vystoupení na Coachella music festivalu 13. dubna 2014. Skladba sloužila jako pilotní singl k albu a byla vydána den po premiérovém vystoupení. Videoklip k písni byl vydán 7. května a byl režírován Vincentem Haycockem. 26. května 2014 vyšel první propagační singl "Shades of Cool", jehož video vyšlo 17. června a bylo režírováno Jakem Navou. Dalším propagačním singlem se stala skladba "Ultraviolence", která byla vydána 4. června 2014 a videoklip ke skladbě 30. července. 18. srpna 2014 se skladba stala druhým oficiálním singlem. Třetím propagačním single se stala skladba "Brooklyn Baby" a byla vydána 8. června 2014. Pro Německo bylo ještě 21. listopadu 2014 vydán třetí oficiální singl "Black Beauty" i s propagačními remixy.

## Ohlasy kritiků
Album se setkalo s převážně kladnými ohlasy. Podle Metacritic má album 81 bodů ze 100, což znamená "celosvětové uznání". The Guardian napsal: "Každý refrén zní skvěle. Melodie jsou jednotně krásné, vzestupují a padají, což lépe vystihuje její hlas. Je to tak skvěle udělané, že i když celé album jede ve stejném tempu, vůbec na tom nezáleží." Entertainment Weekly zase psalo: "Kubrick by Lanu miloval. Je to vysoce stylizovaná dračice, která idealizuje fatalismus na téměř pornografické úrovní, vytváří fantasticky dekadentní melodramatické okamžiky noir-filmu. Vyžaduje to angažovanost jak umělce tak posluchače, což by bylo těžké bez těch velkolepých zvuků. Ultraviolence je mistrovsky prolínané těmito prvky a dokončuje příběh toho co Born to Die začalo." The Irish Times napsalo: "Lana je v oblasti svého oboru ta nejlepší." Například ale New York Daily News album příliš kladně nepřijal: "Ona je dojením klasické mužské fantazie smutné Marilyn Monroe, dítěte zahnaného do kouta, které může být zachráněno pouze vámi a vašimi dolary." DIY magazine napsal: "Většinu písní na Ultraviolence spojuje jejich bluesový nádech. Na rozdíl od toho Born to Die si pohrávalo s leskem a elegantností. Toto je zvuk Lany, jak do toho mlátí." Complex časopis poznamenal: "Ultraviolence je bluesové s náladovými narážkami a odvážný jako soundtrack z nějaké Bondovky. Je intimní a na opilé projížďky." Clash Music zase napsal: "Je inspirováno padajícími výškami. Ultraviolence není ucelený obraz. Odráží světlo této doby."

## Seznam skladeb

### Standardní Verze
| Pořadí         | Název                       | Autor                              | Producent(i)                    | Délka |
| -------------- | --------------------------- | ---------------------------------- | ------------------------------- | ----- |
| 1.             | Cruel World                 | Lana Del Rey, Blake Stranathan     | Dan Auerbach                    | 6:39  |
| 2.             | Ultraviolence               | Del Rey, Dan Heath                 | Auerbach                        | 4:11  |
| 3.             | Shades of Cool              | Del Rey, Rick Nowels               | Auerbach                        | 5:42  |
| 4.             | Brooklyn Baby               | Del Rey, Barrie O'Neill            | Auerbach                        | 5:51  |
| 5.             | West Coast                  | Del Rey, Nowels                    | Auerbach                        | 4:16  |
| 6.             | Sad Girl                    | Del Rey, Nowels                    | Auerbach                        | 5:17  |
| 7.             | Pretty When You Cry         | Stranathan, Del Rey                | Del Rey, Stranathan, Lee Foster | 3:54  |
| 8.             | Money Power Glory           | Del Rey, Greg Kurstin              | Kurstin                         | 4:30  |
| 9.             | Fucked My Way Up To The Top | Del Rey, Heath                     | Auerbach                        | 3:32  |
| 10.            | Old Money                   | Del Rey, Heath, Robbie Fitzsimmons | Heath                           | 4:31  |
| 11.            | The Other Woman             | Jessie Mae Robinson                | Auerbach                        | 3:01  |
| Celková délka: | Celková délka:              | Celková délka:                     | Celková délka:                  | 51:24 |

#### Německá, Rakouská a Švýcarská bonusová píseň
| Pořadí         | Název                  | Hudba          | Text            | Délka |
| -------------- | ---------------------- | -------------- | --------------- | ----- |
| 12.            | West Coast (Radio Mix) | Nowels         | Del Rey, Nowels | 3:47  |
| Celková délka: | Celková délka:         | Celková délka: | Celková délka:  | 55:11 |

### Deluxe Verze
| Pořadí         | Název          | Hudba                   | Text                              | Délka |
| -------------- | -------------- | ----------------------- | --------------------------------- | ----- |
| 12.            | Black Beauty   | Paul Epworth            | Del Rey, Nowels                   | 5:14  |
| 13.            | Guns and Roses | Del Rey, Nowels, Foster | Del Rey, Nowels                   | 4:30  |
| 14.            | Florida Kilos  | Auerbach                | Del Rey, Auerbach, Harmony Korine | 4:14  |
| Celková délka: | Celková délka: | Celková délka:          | Celková délka:                    | 65:22 |

#### iTunes bonusová píseň
| Pořadí         | Název             | Hudba          | Text            | Délka |
| -------------- | ----------------- | -------------- | --------------- | ----- |
| 15.            | Is This Happiness | Nowels         | Del Rey, Nowels | 3:44  |
| Celková délka: | Celková délka:    | Celková délka: | Celková délka:  | 69:06 |

#### Target a Fnac bonusová píseň
| Pořadí         | Název          | Hudba               | Text                | Délka |
| -------------- | -------------- | ------------------- | ------------------- | ----- |
| 15.            | Flipside       | Del Rey, Stranathan | Del Rey, Stranathan | 5:10  |
| Celková délka: | Celková délka: | Celková délka:      | Celková délka:      | 70:32 |

## Hudební příčky
| Žebříček (2014)                       | Nejvyšší umístění |
| ------------------------------------- | ----------------- |
| Argentina                             | 4                 |
| Austrálie                             | 1                 |
| Belgie (Flanders)                     | 1                 |
| Belgie (Wallonia)                     | 1                 |
| Brazílie                              | 3                 |
| Česko                                 | 4                 |
| Dánsko                                | 1                 |
| Finsko                                | 1                 |
| Francie                               | 2                 |
| Chorvatsko                            | 7                 |
| Itálie                                | 2                 |
| Irsko                                 | 2                 |
| Japonsko                              | 50                |
| Jižní Korea                           | 28                |
| Kanada                                | 1                 |
| Maďarsko                              | 6                 |
| Mexiko                                | 3                 |
| Německo                               | 3                 |
| Nizozemsko                            | 5                 |
| Norsko                                | 1                 |
| Nový Zéland                           | 1                 |
| Polsko                                | 1                 |
| Portugalsko                           | 3                 |
| Rakousko                              | 5                 |
| Řecko                                 | 1                 |
| Skotsko                               | 1                 |
| Spojené království                    | 1                 |
| Španělsko                             | 1                 |
| Švédsko                               | 6                 |
| Švýcarsko                             | 2                 |
| Tchaj-wan                             | 7                 |
| USA                                   | 1                 |
| USA (Billboard Digital Albums)        | 2                 |
| USA (Billboard Top Tastemaker Albums) | 1                 |